# Famille Gravois
Cette page explique l’histoire ou répertorie les différents membres de la famille Gravois.
La famille Gravois est une dynastie de maître-d'œuvre-architecte français établis à Rouen.

## Membres

### Jacques Gravois
Maître-maçon juré des ouvrages du Domaine et fortifications de la ville de Rouen de 1628 à 1644, il s'associe en 1633 avec Thomas De Gournay pour le pavage du grand chemin de Rouen à Caen par Bourg-Achard.
Il meurt le 11 juillet 1644 à 60 ans dans la paroisse Saint-Patrice et est inhumé le lendemain à Saint-Éloi.
- Réalisations
  - construction de la rose de la nef de l'église Saint-Éloi à Rouen - 1637
  - agrandissement de la tour de l'église Saint-Jean-sur-Renelle à Rouen - 1628-1631
  - travaux sur l'église Saint-Vincent à Rouen - 1638

### Guillaume Gravois
Connu dès 1654, il est le fils du maître-maçon Guillaume et de Françoise Duval.
Maître-maçon de la cathédrale de Rouen, il est également employé dans sa paroisse à l'église Saint-Denis.
Il meurt en 1679 à 67 ans et est inhumé dans la nef de Saint-Denis.
- Réalisations
  - travaux dans l'église Saint-Denis à Rouen - 1658-1674
  - clocher de l'église Saint-Vincent à Rouen - 1665-1672, en collaboration avec son frère Jacques
  - bâtiments du couvent des Ursulines à Rouen - 1651-1653, en collaboration avec ses frères Jacques et Vincent

### Jacques Gravois (1647-1704)
Frère du précédent, il est maître-d'œuvre et architecte. Fontainier de la ville, il est également trésorier de Saint-Denis en 1685-1686.
Il épouse en septembre 1668 Marguerite Remont († 1673) dont il aura 3 enfants puis se remarie avec Marguerite Mauger et aura au moins 9 enfants.
Il meurt à son domicile dans la paroisse Saint-Denis à 57 ans et est inhumé le 29 mars 1704 dans la nef de Saint-Denis en présence de ses enfants Jacques-Mathieu et Vincent.
- Réalisations
  - agrandissement de l'église saint-André-de-la-Ville à Rouen - 1656
  - clocher de l'église Saint-Vincent à Rouen - 1665-1672, en collaboration avec son frère Guillaume
  - réparation de l'église Saint-Martin à Grand-Couronne - 1675
  - Hôtel-Dieu de la Madeleine, place de la Calende à Rouen - 1675-1677
- reconstruction de la porte Saint-Éloi à Rouen - 1682, en collaboration avec le maître-plâtrier Laurent Huet
  - construction de la sacristie de l'église Saint-Vincent à Rouen - 1686
  - bâtiment du côté des filles de l'Hospice général à Rouen - 1687
  - pavillon du côté des infirmes de l'Hospice général à Rouen - 1688
  - bâtiment du côté des hommes de l'Hospice général à Rouen - 1692
  - reconstruction de la verrière de la petite sacristie de la cathédrale à Rouen - 1702-1703

### Jacques-Mathieu Gravois
Fils de Jacques († 1704), il est architecte de la cathédrale le 17 août 1702 et devient architecte de la ville de Rouen le 2 décembre 1704. Tout comme son frère Vincent, il devient à la mort de son père fontainier de la ville.
Il se marie en 1698 à Saint-Denis avec Anne Marsollet puis avec Michelle Cresson († 1718).
Il vit rue Saint-Denis puis dans la paroisse Saint-Maclou, rue des Espagnols et rue Mamuchet.

### Jacques Gravois
Il peut être le fils de Jacques-Mathieu.
- Réalisation
  - chapelle du couvent des Ursulines à Rouen - 1746-1751

## Généalogie simplifiée
- Guillaume Gravois, marié à Françoise Duval
  - Guillaume Gravois († 1679)
  - Jacques Gravois († 1704), marié à Marguerite Remont puis Marguerite Mauger
    - Jacques-Mathieu, marié à Anne Marsollet
      - Jacques Gravois ?

    - Vincent Gravois